# Gerard Kosellek
Gerard Kosellek, także Gerard Koziełek (ur. 5 marca 1928 w Raciborzu, zm. 24 maja 2024 w Krefeld) – polski germanista, profesor Uniwersytetu Wrocławskiego.

## Życiorys
W 1955 ukończył studia na Uniwersytecie Wrocławskim. W tym samym roku podjął pracę na macierzystej uczelni. W 1960 obronił na UW pracę doktorską Fryderyk Ludwik Zachariasz Werner. Droga do romantyzmu napisaną pod kierunkiem Zdzisława Żygulskiego. W 1966 na podstawie pracy Das dramatische Werk Zacharias Werners uzyskał na Uniwersytecie im. Adama Mickiewicza w Poznaniu stopień doktora habilitowanego. Od 1970 był kierownikiem Zakładu Literatury Niemieckiej UWr, w 1974 otrzymał tytuł profesora nadzwyczajnego, w 1980 tytuł profesora zwyczajnego. Zajmował się literaturą niemiecką od jej początków do 1848 i kulturalnymi stosunkami polsko-niemieckimi. Przeszedł na emeryturę w 1993.
Wśród wypromowanych przez niego doktorów byli m.in. Marek Hałub (1989) i Marek Zybura (1989).
Należał do Wrocławskiego Towarzystwa Naukowego. Od 1966 był członkiem Komitetu Neofilologicznego PAN.
W PRL odznaczony Krzyżem Kawalerskim Orderu Odrodzenia Polski.

## Twórczość

### Książki własne
- Friedrich Ludwig Zacharias Werner. Sein Weg zur Romantik (1963)
- Das dramatische Werk Zacharias Werners (1967)
- Das deutsche Drama bis zur Mitte des 19. Jahrhunderts  (1967) – z Mieczysławem Urbanowiczem
- Interpretationen und Materialen zu Pflichtlektüren für Germanistikstudenten. Von der Anfängen bis zum Barock (1972)
- Deutschsprachige Dramen des 19. und 20. Jahrhunderts (1974) – z Marianem Szyrockim
- Frühe deutsche Dichtungen. Werkanalysen (1976)
- Darstellung und Deutung. Aufsätze zur deutschen Literatur (1988)
- Reformen, Revolutionen und Reisen. Deutsche Polenliteratur im 18. und 19. Jahrhundert (1990)
- Niemiecka baśń romantyczna (1994)
- Bibliographie der deutsch-polnischen Wechselbeziehungen in der Literatur (1994)
- Silesiaca. Literarische Streifzüge (2003)

### Antologie

#### Po polsku
- Niemiecka nowela romantyczna (1975) – wstęp, wybór i komentarz, w serii Biblioteka Narodowa
- Czarny pająk. Opowieści niesamowite z prozy niemieckiego (1976) – wstęp, wybór i noty o autorach
- Dawna nowela niemieckojęzyczna (1979) – wybór i wstęp
- Walecznych tysiąc... Antologia niemieckiej poezji o powstaniu listopadowym (1987) – wstęp, wybór i opracowanie
- Manifesty literackie "burzy i naporu" (1988) – wybór, wstęp i opracowanie

#### Po niemiecku
- Moderne polnische Erzähler (1965) – opracowanie i tłumaczenie (z Renate Lachman)
- Aspasia. 40 polnische Erzählungen (1976) – opracowanie
- Polenlieder. Eine Anthologie (1982) – opracowanie
- Das Polenbild der Deutschen 1772-1848. Anthologie (1989) – redakcja